# 庫斯托扎
库斯托扎（義大利語：Custoza），是意大利威尼托大区維羅納省索马坎帕尼亚市镇内的村庄及分区。2011年时人口数量为812人。